# ホノウリウリ抑留キャンプ
ホノウリウリ抑留キャンプ（Honouliuli Internment Camp) あるいは、ホノウリウリ収容所は、第二次世界大戦時ハワイで運営された主な5カ所の日系人強制収容所の一つで400人の日系アメリカ人と日本人が収容された。また太平洋戦争後半にかけてハワイで最大の捕虜収容所として、日本軍とイタリア軍からの4,000人以上の捕虜が収容された。
2015年2月24日、バラク・オバマ大統領によってアメリカの国定史跡として認定されたが、まだ一般公開はされていない。現在、考古学者と大学研究者が収容所跡地を調査し、将来的には一般に開放される予定。

## 日系人/日本人強制収容所
1943年3月2日に、ホノウリウリ収容所が開設され、1941年12月8日の真珠湾攻撃からすぐに収容所として使用されたサンド・アイランド収容所から多くの収容者が移送された。ハワイの住民全体のほぼ4割の16万人が日系アメリカ人で、その内の約400人がホノウリウリ抑留キャンプに収容された。カリフォルニアなどでは日系アメリカ人が一斉に収容されたのに対し、ハワイでは全人口内で日系アメリカ人の比率が高く、かつ土地が限られていることから、僧侶など指導的立場が強いとみなされる一部の人だけ収容された。収容者はホノウリウリを「地獄谷」と呼んだ。
- 運営：アメリカ陸軍
- 収容所監督：Captain Siegfried Spillner[7]
- 敷地面積：160エーカー (0.65 km2)
- 所在地：オアフ島エワ村（Ewa）近郊[8]
- 開所：1943年3月[9]
- 収容可能人数：3,000
- 最大時被抑留者人数：320[10]

## 捕虜収容所

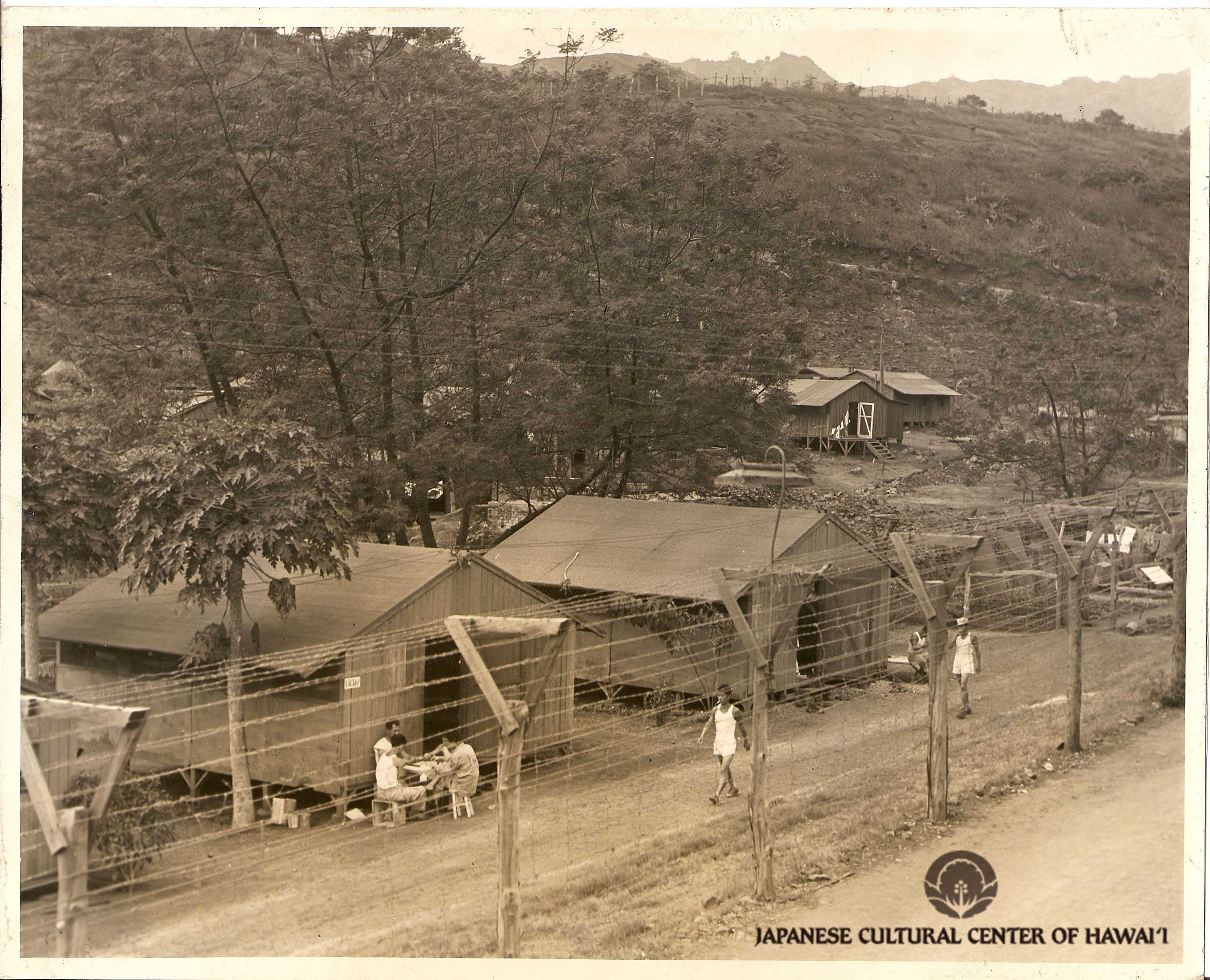
ホノウリウリ収容所の様子。シャツの背中にPWと記されており捕虜収容所時代の撮影と思われる。

第二次世界大戦終盤にかけ、ハワイは16,000人以上の捕虜の収容場所となった。これらの男性のうち4,000人以上 (主に鉄血勤皇隊・通信隊の少年兵を含む日本軍捕虜と日本軍に雇われていた朝鮮人軍属) がホノウリウリに移送された。4,000人の収容を補うため、一つのテントに6人から8人の男性を収容した。
1943年11月、タラワの戦い、マキンの戦いでの連合国軍のギルバート諸島占領にともない、最初の捕虜の一団として日本軍将兵と朝鮮系軍属が到着し、民間人の強制収容施設から収容者が入れ替わる形で、段階的に捕虜収容所となっていった。なお日本軍将兵と朝鮮系軍属との間の衝突を避けるために区画が分けられた。戦争の終わりまでに、最終的に収容所は3,980人の捕虜を収容した。復員は1945年12月に始まり、翌年まで続いた。

## その後
第二次世界大戦終戦後収容所は取り壊され、2007年にモンサントがキャンプ跡地を購入。